# Caio César Alves dos Santos
Caio César Alves dos Santos és un futbolista brasiler. Va començar com a futbolista al Grêmio Recreativo Barueri.